# Hải Phong, Hải Lăng
Hải Phong là một xã thuộc huyện Hải Lăng, tỉnh Quảng Trị, Việt Nam.

## Địa lý
Xã Hải Phong nằm ở phía đông huyện Hải Lăng, có vị trí địa lý:
- Phía đông nam giáp tỉnh Thừa Thiên Huế
- Phía tây bắc giáp thị trấn Diên Sanh và các xã Hải Định, Hải Trường
- Phía tây nam giáp xã Hải Sơn
- Phía đông bắc giáp xã Hải Dương.

Xã Hải Phong có diện tích 19,57 km², dân số năm 2018 là 7.861 người, mật độ dân số đạt 602 người/km².

## Hành chính
Xã Hải Phong được chia thành 8 thôn: An Thơ, Câu Hà, Hội Điền, Hưng Nhơn, Phú Kinh, Phú Kinh Phường, Văn Quỹ, Văn Trị.

## Lịch sử
Địa bàn xã Hải Phong hiện nay trước đây vốn là hai xã Hải Tân và Hải Hòa thuộc huyện Hải Lăng.
Trước khi sáp nhập, xã Hải Tân có diện tích 7,74 km², dân số là 3.990 người, mật độ dân số đạt 516 người/km². Xã Hải Hòa có diện tích 11,83 km², dân số là 3.871 người, mật độ dân số đạt 327 người/km².
Ngày 17 tháng 12 năm 2019, Ủy ban Thường vụ Quốc hội ban hành Nghị quyết 832/NQ-UBTVQH14 về việc sắp xếp các đơn vị hành chính cấp xã thuộc tỉnh Quảng Trị (nghị quyết có hiệu lực từ ngày 1 tháng 1 năm 2020). Theo đó, sáp nhập toàn bộ diện tích và dân số của hai xã Hải Tân và Hải Hòa thành xã Hải Phong.

## Địa danh

### Cồn Đầu Trâu
Cồn Đầu Trâu nằm tại làng Hưng Nhơn (Kẻ Vĩnh), xã Hải Hòa cũ, nay là xã Hải Phong, huyện Hải Lăng, tỉnh Quảng Trị. Nguyên là cồn mồ Đổng Thượng sau được bồi đắp to dần và trở thành nơi cúng kỵ Đinh Bộ Lĩnh hàng năm của làng Hưng Nhơn. Tại Cồn Đầu Trâu thường diễn ra tập trận cờ lau của trẻ em 2 làng Hưng Nhơn và An Thơ.